# 札哈纳
札哈纳（错误：{{IPA}}：语言标签：zàɡənà 无法识别，1961年1月27日—），缅甸喜剧演员、电影演员、导演，他是缅甸军政府的一个激烈批评者，经常成为政治犯。2011年10月11日在一次大赦中被释放。札哈纳曾被言论自由基金会授予Lillian Hellman 和Dashiel Hammett奖。